# Feldioara (okręg Vrancea)
Feldioara – wieś w Rumunii, w okręgu Vrancea, w gminie Tănăsoaia. W 2011 roku liczyła 421
mieszkańców